# Wörnern
Wörnern ist ein Gemeindeteil von Bad Heilbrunn im oberbayerischen Landkreis Bad Tölz-Wolfratshausen. Der Weiler liegt circa zwei Kilometer östlich von Bad Heilbrunn auf der Gemarkung Oberbuchen.
Der Ort gehörte bis 1971 zur ehemaligen Gemeinde Oberbuchen.

## Baudenkmäler
Siehe auch: Liste der Baudenkmäler in Bad Heilbrunn#Andere Ortsteile
- Getreidekasten